# Wilfred van Leeuwen
Wilfred van Leeuwen (Sassenheim, 17 mei 1973) is een Nederlands voetbaltrainer.
In de jeugd speelde hij als doelman bij RKVV Teylingen. Van Leeuwen doorliep de Academie voor Lichamelijke Opvoeding in Den Haag en ging aansluitend aan de slag in het onderwijs en als trainer/ coach bij Sparta Rotterdam waar hij actief was in de jeugdopleiding en als assistent bij het eerste team. Begin 2003 was hij ad-interim kortstondig hoofdtrainer na het vertrek van Fritz Korbach.
Medio 2003 vertrok hij bij Sparta en ging in december van dat jaar aan de slag bij RKVV Westlandia waar hij eerst de A1 en vervolgens het eerste team trainde, waarmee hij in 4 jaar tijd 2x kampioen werd. Daar bleef Van Leeuwen tot medio 2010 en trainde vervolgens een seizoen Quick Boys. In 2011 behaalde hij de UEFA Pro licentie (Coach Betaald Voetbal). Bij ADO Den Haag was hij wederom actief in de jeugdopleiding, trainde hij de beloften, het amateurteam en was hij ook assistent bij het eerste team. Tussen 2013 en 2017 was Van Leeuwen trainer van VVSB waarmee in de KNVB beker 2015/16 de halve finale bereikt werd. Hij won daarna de Rinus Michels Award voor beste amateurtrainer.
Van Leeuwen was in het seizoen 2017/18 trainer van FC Eindhoven, actief in Eerste divisie. Hij maakte in december 2017 bekend zijn aflopende contract bij de Eindhovenaren niet te verlengen. Kort daarop maakte Rijnsburgse Boys bekend dat Van Leeuwen vanaf de zomer van 2018 trainer zou worden van de ploeg uit Rijnsburg. Hij stopte in januari 2018 per direct met zijn werkzaamheden bij FC Eindhoven en werd opgevolgd door David Nascimento.